# La Higuerita, Nayarit
La Higuerita är en ort i Mexiko.   Den ligger i kommunen Ixtlán del Río och delstaten Nayarit, i den centrala delen av landet, 600 km väster om huvudstaden Mexico City. La Higuerita ligger 994 meter över havet och antalet invånare är 230.
Terrängen runt La Higuerita är varierad. Runt La Higuerita är det glesbefolkat, med 15 invånare per kvadratkilometer. Närmaste större samhälle är Ixtlán del Río, 16,5 km sydväst om La Higuerita. I omgivningarna runt La Higuerita växer huvudsakligen savannskog.